# 魏弘簡 (唐朝狀元)
魏弘簡（757年－804年），字裕之，洛陽人。
生於唐肅宗至德二年（757年），唐德宗建中元年（780年）庚申科狀元，授太子校書。歷官大理評事、戶部郎中。唐德宗貞元二十年（804年）無疾而終。